# Вольсіні
42°40′00″ пн. ш. 11°55′00″ сх. д. / 42.666666666667° пн. ш. 11.916666666667° сх. д.
Вольсіні (італ. Monti Volsini) або Вульсіні) — гірське пасмо в Італії, в регіоні Лаціо, частина Антиапеннін.

## Опис
Гірське пасмо в Італії, у північній частині області Лаціо, що оточує озеро Больсена, від якого і дістало свою назву. Більша його частина лежить на території провінції Вітербо, менша — у провінціях Терні та Гроссето. Складається із сильно зруйнованих вулканічних порід четвертинного періоду — вулканічна активність у цьому районі розпочалася близько 800 000 років тому та завершилася близько 150 000 років тому. Середня частина являє собою колишній кратер — глибоку западину, в наш час зайняте озером Больсена, на захід від якого є ще одне озеро меншого розміру — Меццано, що також займає один з колишніх вулканічних кратерів. Найвища вершина — Подджо-дель-Торроне (690 метрів над рівнем моря). Схили гір займають пасовища, але там також поширене вирощування винограду.